# Mike Rounds
Marion Michael Rounds (Huron (Dakota del Sur), 24 de octubre de 1954) es un político estadounidense. Actualmente representada al estado de Dakota del Sur en el Senado de ese país. Está afiliado al Partido Republicano. Fue miembro del Senado de Dakota del Sur entre 1991 y 2001. En 2017, fue uno de los 22 senadores que firmó una carta pidiéndole al presidente Donald Trump que saque a Estados Unidos del Acuerdo de París, el cual busca reducir los efectos del cambio climático. Según la ONG Center for Responsive Politics, Rounds ha recibido desde 2012 más de 200.000 dólares de grupos de interés de la industria del petróleo, del gas y del carbón.